# العلاقات اليابانية السريلانكية
العلاقات اليابانية السريلانكية هي العلاقات الثنائية التي تجمع بين اليابان وسريلانكا.

## مقارنة بين البلدين
هذه مقارنة عامة ومرجعية للدولتين:
| وجه المقارنة                                              | اليابان         | سريلانكا                         |
| --------------------------------------------------------- | --------------- | -------------------------------- |
| المساحة (كم2)                                             | 377.97 ألف      | 65.61 ألف                        |
| عدد السكان (نسمة)                                         | 126.79 مليون    | 21.44 مليون                      |
| الكثافة السكانية (ن./كم²)                                 | 335.45          | 326.78                           |
| العاصمة                                                   | طوكيو           | سري جاياواردنابورا كوتي، كولمبو  |
| اللغة الرسمية                                             | اللغة اليابانية | اللغة السنهالية، اللغة التاميلية |
| العملة                                                    | ين ياباني       | روبية سريلانكي                   |
| الناتج المحلي الإجمالي (بليون دولار)                      | 4.87 تريليون    | 87.17 مليار                      |
| الناتج المحلي الإجمالي (تعادل القوة الشرائية) بليون دولار | 5.18 تريليون    | 246.62 مليار                     |
| الناتج المحلي الإجمالي الاسمي للفرد دولار أمريكي          | 34.52 ألف       | 3.93 ألف                         |
| الناتج المحلي الإجمالي للفرد دولار أمريكي                 | 36.62 ألف       | 11.11 ألف                        |
| مؤشر التنمية البشرية                                      | 0.903           | 0.757                            |
| رمز المكالمات الدولي                                      | +81             | +94                              |
| رمز الإنترنت                                              | .jp             | .lk،                             |
| المنطقة الزمنية                                           | توقيت اليابان   | ت ع م+05:30                      |

## مدن متوأمة
في ما يلي قائمة باتفاقيات التوأمة بين مدن يابانية وسريلانكية:
- ترتبط تويوتا مع سريلانكا باتفاقية توأمة.

## منظمات دولية مشتركة
يشترك البلدان في عضوية مجموعة من المنظمات الدولية، منها:
| علم المنظمة | اسم المنظمة                               | تاريخ انضمام اليابان | تاريخ انضمام سريلانكا |
| ----------- | ----------------------------------------- | -------------------- | --------------------- |
|             | يونسكو                                    | 2 يوليو 1951         | 14 نوفمبر 1949        |
|             | مؤسسة التمويل الدولية                     | 20 يوليو 1956        | 20 يوليو 1956         |
|             | المركز الدولي لتسوية المنازعات الاستشارية | 16 سبتمبر 1967       | 11 نوفمبر 1967        |
|             | بنك التنمية الآسيوي                       | 1966                 | 1966                  |
|             | منظمة حظر الأسلحة الكيميائية              | ?                    | ?                     |
|             | مؤسسة التنمية الدولية                     | 27 ديسمبر 1960       | 27 يونيو 1961         |
|             | منظمة التجارة العالمية                    | ?                    | ?                     |
|             | وكالة ضمان الاستثمار متعدد الأطراف        | 12 أبريل 1988        | 27 مايو 1988          |
|             | الاتحاد البريدي العالمي                   | ?                    | ?                     |
|             | الاتحاد الدولي للاتصالات                  | 29 يناير 1879        | 1897                  |
|             | منظمة الشرطة الجنائية الدولية             | ?                    | ?                     |
|             | الأمم المتحدة                             | 18 ديسمبر 1956       | 14 ديسمبر 1955        |
|             | البنك الدولي للإنشاء والتعمير             | 13 أغسطس 1952        | 29 أغسطس 1950         |
|             | المنظمة الهيدروغرافية الدولية             | ?                    | ?                     |
|             | منتدى آسيان الإقليمي ‏                     | ?                    | ?                     |

## أعلام
هذه قائمة لبعض الشخصيات التي تربطها علاقات بالبلدين:
- أندرو كوماجاي (لاعب كرة قدم ياباني، 6 يونيو 1993[19] – )

## وصلات خارجية
- موقع وزارة الخارجية اليابانية
- موقع وزارة الخارجية السريلانكية